# Маунт Плезънт
Маунт Плезънт е радиообсерватория, разположена на 20 km източно от Хобарт в Тасмания, Австралия.
Тя е собственост на Тасманийския университет. Разполага с 2 радиотелескопа, Маунт Плезънт Антена (26 m) и Вела Антена (14 m), които са част от австралийската мрежа за интерферометрия със свръхдълга база (VLBI).